# Elecciones estatales de Campeche de 1994
Las elecciones estatales de Campeche de 1994 se realizaron el domingo 3 de julio de 1994 y en ellas se renovaron los siguientes cargos de elección popular del estado mexicano de Campeche:
- 30 diputados del Congreso del Estado. De los cuales 21 fueron electos por mayoría relativa y 9 fueron designados mediante representación proporcional para integrar la LV Legislatura del Congreso del Estado de Campeche.
- 9 ayuntamientos. Compuestos por un presidente municipal y sus regidores, electos para un periodo de tres años.

## Resultados

### Congreso del Estado
|  | 58.10 % |

|  | 19.76 % |

|  | 16.11 % |

|  | 2.83 % |

|  | 1.15 % |

|  | 0.64 % |

|  | 0.61 % |

|  | 0.37 % |

|  | 0 % |

|  | 100 % |

### Ayuntamientos
|  | 59.78 % |

|  | 18.97 % |

|  | 15.72 % |

|  | 2.58 % |

|  | 1.21 % |

|  | 0.67 % |

|  | 0.65 % |

|  | 0.13 % |